# Rothari al longobarzilor

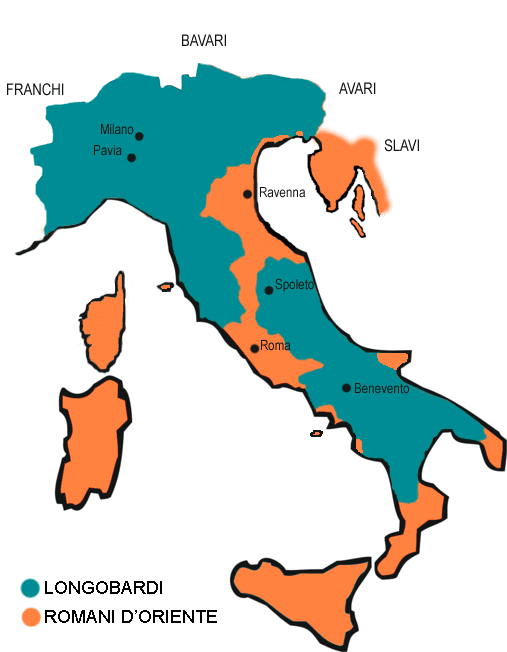
Italia în timpul regelui Rothari.

Rothari (sau Rothair), (n. 606 d.Hr., Brescia, Italia – d. 652 d.Hr., Monza, Italia) a fost rege al longobarzilor din dinastia Harodingienilor, între anii 636 și 652.
Înainte de a deveni rege, Rothari fusese duce longobard de Brescia. Urcat pe tronul regatului de la Pavia, el a succedat lui Arioald, care, ca și el, fusese adept al arianismului. Rothari s-a dovedit a fi unul dintre cei mai energici regi longobarzi. Cronica atribuită lui Fredegar relatează că la începutul domniei el a condamnat la moarte pe mulți dintre nobilii insubordonați și că, pentru menținerea păcii, a instaurat o disciplină foarte strictă.
Rothari a cucerit Genova în 641, iar restul posesiunilor bizantine din Liguria în 643. El a cucerit mai departe celelalte teritorii bizantine de pe valea Padului, inclusiv Oderzo (Opitergium) în 641. Potrivit cronicii lui Paul Diaconul, "Rothari a capturat apoi toate cetățile romanilor care erau situate de-a lungul coastei mării de la orașul Luna din Toscana până la granițele cu francii."
În urma acestor cuceriri, bizantinilor le-au mai rămas în stăpânire în nordul Italiei doar regiunile mlăștinoase din jurul Ravennei. Exarhul Platon de Ravenna a încercat să reocupe teritoriul pierdut, însă armata bizantină a fost înfrântă de către Rothari în 642 pe malurile Scultennei (Panaro), în apropiere de Modena, cu pierderea a 8.000 de oameni. Totuși, exarhul bizantin a reușit să recucerească Oderzo în același an. În cele din urmă, Oderzo va fi distrus din temelii mai tîrziu (667) de către Grimoald I de Benevento.
Rothari a rămas în istorie și pentru realizarea Edictum Rothari, prima codificare scrisă a legilor care guvernau monarhia longobardă. Redactat în limba latină, actul reprezintă rezultatul convocării de către Rothari a unui gairethinx, desfășurat în 642 sau 643. Edictul acoperea însă doar situația supușilor longobarzi, în vreme ce romanii din Regatul longobard continuau să trăiască potrivit legii romane.
Rothari a fost succedat de către fiul său Rodoald. Un baptisteriu din Monte Sant'Angelo este cunoscut în mod tradițional sub numele de "Mormântul lui Rothari". 